# Miłków (przystanek kolejowy)
Miłków – dawna stacja, obecnie przystanek kolejowy, położony w Miłkowie w powiecie karkonoskim, w województwie dolnośląskim, w Polsce. Pod zarządem niemieckim na stacji mieścił się zarząd kolejki oraz zaplecze techniczne. W okresie PRL znajdował się tutaj Oddział Zmechanizowanych Robót Drogowych Wrocław, Pociąg Zmechanizowany Napraw Maszyn i Sprzętu 62-18 Wrocław, Warsztat w Miłkowie. W kwietniu 2015 wyburzono znajdującą się dotąd na stacji halę lokomotywowni.